# Saeed Tower 2
Saeed Tower 2, znany także jako Doha Tower – wieżowiec w Dubaju, w Zjednoczonych Emiratach Arabskich, o wysokości 155 m. Budynek posiada 38 kondygnacji.

## Opis
Budowa rozpoczęła się w 2000 roku, skończyła się rok później.  Budynek zaprojektowała firma Khatib & Alami. Na dachu wieżowca znajduje się lądowisko dla helikopterów.